# Valencia, Kalifornien
Valencia är en stadsdel i staden Santa Clarita i den amerikanska delstaten Kalifornien och ingår i Los Angeles storstadsområde. Marken där Valencia är placerad ägs av naturbruksföretaget The Newhall Land and Farming Company Inc och var odlingsmark där man odlade bland annat korn, lök och majs. Under 1950-talet uttryckte staden Los Angeles sin önskan om att marken borde bebyggas med bland annat bostäder, en önskan som avslogs av Newhall. En tid senare svarade Los Angeles med att höja företagsskatterna för Newhall till nivåer där man inte hade råd med att fortsätta bedriva odling på marken. Man valde att konsultera stadsarkitekter på hur man skulle kunna utveckla en stad på ett lönsamt vis. Marken var eftertraktad och många var intresserade att förvärva den men företagets styrelse valde istället att nobba alla erbjudanden och själva skapa en egen stad. Valencia grundades officiellt på tidigt 1960-tal och de efterföljande åren byggdes det bostäder, skolor, sjukhus, varuhus, golfbana och till och med ett nöjesfält Magic Mountain i ett rasande tempo. Första inflyttningen skedde 1967. På bara drygt ett och ett halvt decennium hade det byggts fler än 5 000 hus och hade en befolkning på uppemot 15 000 personer. I december 1987 gick man ihop med Santa Clarita och blev en stadsdel till den.
Valencia breder sig ut över 16,34 kvadratkilometer (km2) stor yta och hade en folkmängd på 32 605 personer vid den nationella folkräkningen 2010.